# Georges Urbain
Georges Urbain (París, 12 de abril de 1872 – 5 de noviembre de 1938) fue un químico francés, profesor de la Universidad de París. Fue miembro del Instituto de Francia y presidente del Comité Internacional de Pesos Atómicos. En 1907 separó el iterbio obtenido por Jean Charles Galissard de Marignac en dos compuestos: el iterbio propiamente dicho y el lutecio, descubriendo así este nuevo elemento químico. Ese mismo año afirmó haber descubierto el elemento 72 al que denominó "celtio"; en 1911 publicó sus resultados.